# Cedros (kommun)
Cedros är en kommun i Honduras.   Den ligger i departementet Departamento de Francisco Morazán, i den centrala delen av landet, 60 km norr om huvudstaden Tegucigalpa. Antalet invånare är 17 721. Arean är 750 kvadratkilometer.
Terrängen i Cedros är kuperad åt nordost, men åt sydväst är den bergig.